# Бордер теријер
Бордер теријер (енг: Border Terrier) је средње велики теријер, пореклом из Велике Британије. Висина бордер теријера код мужјака износи између 33 и 40 цм, а женке су ниже и њихова висина је између 28 и 36 цм. Тежина мужјака бордер теријера износи од 6 до 7 кг, а женке од 5 до 6,4 кг.

## Историја
Бордер теријер је један од најстаријих теријера Велике Британије, настао на територији Англо-шкотске границе, код Чевиот брда. Фармерима и пастирима је била потребна оваква пасмина, која је имала довољно дугачке ноге да може пратити коња, али ипак толико мала да може ићи под земљу за лисицом.

## Карактеристике пса

### Нарав
Узимајући у обзир да је у питању теријер, бордери су прилично питоме нарави, привржени, послушни и лако се дресирају. Веома су интелигентни. Нису толико наклоњени другим малим животињама. Када трче за пленом, неустрашиви су и неумољиви. Као што је то случај и са сваком другом пасмином, бордер теријерима потребна је рана социјализација.

### Општи изглед
Бордер теријер има главу као у видре, али са средње широком лобањом и кратком, јаком њушком. Очи су тамне, а уши су мале и имају "V" облик. Реп је средње кратак, јасно дебео у корену, а завршава се шпицасто, високо усађен.
Длака бордер теријера је оштра и густаса прилежућом подлаком. Боја длаке је црвена, пшенична, као гризли са палежом (мелиран или пламени), плава са палежом (плава и пламена).

## Нега и здравље
Ова пасмина не захтева неку посебну негу. Није им потребно често купање, а довољно је само пребрисати пса када је мокар и прљав. Превише купања омекшава оштру длаку која је природни репелент прљавштине. Минимално се лиња. Бордер теријер је активан и обожава редовно вежбање у прилично великим количинама. С обзиром да су у питању теријери, постаће гласни и активни када неко дође на врата и биће увек први да дочекају госте.
Неки од здравствених проблема који погађају бордер теријера су ишчашење чашице, проблеми са кожом и ушима.
Животни век бордер теријера је око 15 година.